# Nemacheilus selangoricus
Nemacheilus selangoricus és una espècie de peix de la família dels balitòrids i de l'ordre dels cipriniformes.

## Morfologia
Els mascles poden assolir els 5,9 cm de longitud total.

## Distribució geogràfica
Es troba a la península de Malaca (des de Tailàndia fins a Singapur), el nord de Borneo (Sabah) i Indonèsia (Sumatra i l'illa de Belitung).

## Amenaces
Les seues principals amenaces són les alteracions del cabal dels rius, la desforestació i les pràctiques agrícoles.